# 上海杯诺卡拉帆船赛
上海杯诺卡拉帆船赛，是在中国上海市举行的诺卡拉17级帆船赛事。

## 简介
著名的美洲杯帆船赛开办仅三年后，1873年，为庆祝上海开埠30周年，在上海经商的英国人组织的上海帆船俱乐部 （Shanghai Yacht Club，缩写SYC）在黄浦江创办第一届“上海杯”帆船系列赛，包括丹麦、比利时、日本在内的6国选手参赛，当时参赛帆船共6条，这是亚洲历史上第一个帆船比赛，也是在中国有记载的“第一次”现代帆船运动，还是当时中国参加人数最多的国际帆船赛。英国的卡迪夫俱乐部赢得首座冠军奖杯，迄今卡迪夫俱乐部仍每年举办“上海杯”。该赛事连续三年的冠军均由英国选手夺得。奖杯收藏在英国卡迪夫的博物馆。因战乱和时局动荡，该赛事随后中断。
2000年代末，上海美帆俱乐部（创始人是时立宪）的会员发现了百余年前“上海杯”帆船赛的历史。此后，上海的帆船爱好者呼吁恢复这项赛事。2017年7月11日是中国航海日，2017上海杯诺卡拉帆船赛暨诺卡拉亚洲锦标赛主办方在上海宣布，该赛事将于2017年秋在上海外滩举行。2017上海杯诺卡拉帆船赛暨诺卡拉亚洲锦标赛是由世界帆船运动诺卡拉17级协会、中国帆船帆板运动协会、上海市体育总会联合主办，上海美帆体育赛事管理有限公司承办，上海智烽体育文化传播有限公司推广。本届赛事作为奥运积分赛，将有来自世界排名前30的各国奥运帆船选手，共12只赛队参赛，使用2020年夏季奥林匹克运动会诺卡拉水翼型帆船。诺卡拉17级双体帆船项目自2016年夏季奥林匹克运动会起成为帆船比赛项目。